# Marek Chmielewski (polityk)
Marek Jan Chmielewski (ur. 5 czerwca 1962 w Dzierżoniowie) – polski polityk i samorządowiec, wójt gminy Dzierżoniów (2007–2023), poseł na Sejm X kadencji.

## Życiorys
Z wykształcenia i zawodu technolog żywności, ukończył studia na Akademii Rolniczej we Wrocławiu. W wyborach przedterminowych w 2007 został wybrany na urząd wójta gminy Dzierżoniów. Z powodzeniem ubiegał się o reelekcję w 2010, 2014 i 2018.
Wstąpił do Platformy Obywatelskiej. W wyborach parlamentarnych w 2023 został wybrany na posła X kadencji z okręgu wałbrzyskiego, startując z trzeciego miejsca na liście Koalicji Obywatelskiej i zdobywając 9108 głosów. Zasiadł w Komisji Samorządu Terytorialnego i Polityki Regionalnej, Komisji Odpowiedzialności Konstytucyjnej, Komisji Polityki Senioralnej oraz Komisji Rolnictwa i Rozwoju Wsi. 